# Cantonul Limoges-Émailleurs
Cantonul Limoges-Émailleurs este un canton din arondismentul Limoges, departamentul Haute-Vienne, regiunea Limousin, Franța.

## Comune
| Comune  | Populație (1999) | Cod poștal | Cod INSEE |
| ------- | ---------------- | ---------- | --------- |
| Limoges | 15.367           | 87000      | 87085     |